# Xã Twinsburg, Quận Summit, Ohio
Xã Twinsburg (tiếng Anh: Twinsburg Township) là một xã thuộc quận Summit, tiểu bang Ohio, Hoa Kỳ. Năm 2010, dân số của xã này là 2.828 người.